# Cactus Hill
Cactus Hill é um sítio arqueológico no sudeste da Virgínia, Estados Unidos, localizado em dunas de areia acima do rio Nottoway, cerca de 72 quilômetros ao sul de Richmond. O local recebe o nome dos cactos de figo da Índia que podem ser encontrados crescendo abundantemente no local em solo arenoso. Cactus Hill pode ser um dos sítios arqueológicos mais antigos das Américas. Se for comprovado que foi habitado de 16.000 a 20.000 anos atrás, forneceria evidências de apoio para a ocupação pré-Clovis das Américas. O site rendeu vários níveis de habitação pré-histórica com dois níveis discretos de atividade Paleoíndia inicial.

## Significado
De acordo com alguns arqueólogos, incluindo Dennis Stanford e Joseph e Lynn McAvoy, o local de Cactus Hill fornece evidências de uma população pré-Clovis na América do Norte. Eles consideram Cactus Hill significativo porque desafia os modelos estabelecidos de migração paleoíndia.
A primeira hipótese de Clovis, que a maioria dos antropólogos agora rejeita, é o argumento de que as pessoas associadas à cultura Clovis foram os primeiros habitantes generalizados das Américas. Em 1933, essa visão foi apoiada pela descoberta de uma ponta de lança de pederneira encontrada em Clovis, Novo México. Um esqueleto de mamute colocado ao lado da ponta de lança foi datado de 11.500 anos. Na época, esta foi uma das primeiras indicações da atividade humana nas Américas. As evidências sugerem que a introdução do ponto Clovis coincidiu com a extinção da megafauna no continente; além disso, acreditava-se que essas pessoas vieram da Sibéria para as Américas através da ponte de terra de Bering - um trecho de terra que resultou do baixo nível do mar durante a glaciação de Wisconsin. A hipótese é que isso permitiu a migração entre 14.500 e 14.000. Em fevereiro de 2014, conforme publicado na Nature, os pesquisadores relataram os resultados da análise de DNA do menino Anzick, um esqueleto da era de 2018, apoiou essa teoria em duas direções: seu DNA mostrou uma conexão com cerca de 80 por cento dos nativos americanos em ambos Américas, além de estar conectado a povos ancestrais na Sibéria ou no nordeste da Ásia.
Toda a teoria sobre os primeiros habitantes serem a cultura Clovis foi reavaliada após as descobertas em Cactus Hill em meados da década de 1990. Com o surgimento de novas evidências, a hipótese de uma ocupação humana pré-Clovis começou a surgir. Um estudo de DNA de 2008 sugeriu "um modelo complexo para o povoamento das Américas, no qual a diferenciação inicial das populações asiáticas terminou com um gargalo moderado na Beringia durante o último máximo glacial (LGM), cerca de 23.000 a aproximadamente 19.000 anos atrás. Perto do final do LGM, uma forte expansão populacional começou há aproximadamente 18.000 e terminou há aproximadamente 15.000 anos. Esses resultados apoiam uma ocupação pré-Clovis do Novo Mundo, sugerindo um rápido povoamento do continente ao longo de uma rota costeira do Pacífico". Outro local Pré-Clovis, Page-Ladson, foi descoberto na Flórida e muitos cientistas agora acreditam que os primeiros americanos provavelmente chegaram de barco, muito antes da ponte terrestre de Bering se tornar livre de gelo.

## Descobertas
Vários centímetros de areia ficam entre o depósito da era Clovis e um nível inferior. Este nível inferior, atribuído a um período de tempo pré-Clovis, inclui:
- Dois pontos Clovis.  Microdesgaste nos pontos indica que hafting foi usado. Fraturas nas pontas foram interpretadas como significando que eram projéteis que se quebraram com o impacto.
- Lâminas. Microwear indica que eles foram cortados e usados para abate e processamento de peles.
- Níveis elevados de fosfato, uma indicação da ocupação humana
- Uma grande quantidade de fitólitos, que foram posteriormente analisados e determinados como sendo provenientes de madeira de nogueira carbonizada
- 20 espécimes de restos faunísticos, dentre os identificáveis incluem: dez fragmentos de concha de tartaruga, dois fragmentos de osso do dedo do pé de cervo de cauda branca e cinco dentes fósseis de tubarão.[7]

## Integridade do site
Outros pesquisadores questionaram o local devido ao seu assentamento em uma colina de areia. A fundação arenosa tem potencial para produzir uma estratigrafia inconsistente.  James C. Baker, da Virginia Tech, conduziu análises de solo que indicaram que a formação do local consistia em depósitos de areia soprados pelo vento. Pesquisas adicionais feitas por James Feathers da Universidade de Washington confirmaram que os níveis de areia enterrados não foram perturbados por depósitos posteriores. Junto com isso, a paleoetnobotânica Lucinda McWeeney, da Universidade de Yale, identificou restos de plantas carbonizadas. A partir disso, ela foi capaz de identificar uma correlação entre os artefatos de pedra e o uso de plantas no local. A correlação indica que os níveis de ocupação humana no local não foram misturados. A Dra. Carol Mandryk, da Universidade de Harvard, realizou testes para a área que produziu a data de 15.000 anos que mostrou relativa integridade estratigráfica. Seus testes em outra área do local não mostraram provas de que os sedimentos não haviam sido mexidos. Pesquisas feitas por Richard I. Macphail do Instituto de Arqueologia de Londres e Joseph M. McAvoy do The Nottoway River Survey contribuíram para a discussão da integridade usando uma análise micromorfológica da estratigrafia do local. Suas observações micromorfológicas, junto com análises anteriores, confirmaram uma série de conclusões sobre a integridade do Monte Cactus. Eles descobriram que a formação de dunas pode ter sido intercalada com a breve formação de uma camada superficial fina e rica em fitólitos. Como os humanos viviam nessas breves camadas do solo, eles depositavam artefatos e carvão. Da mesma forma, animais estavam presentes, o que contribuiu para a dispersão e mistura de solo fino em dunas de areia por meio de suas práticas de escavação. A sequência estratificada que se vê hoje é o resultado de uma sedimentação que foi interrompida por processos erosivos como a deflação. Essa sequência, baseada na perturbação animal em pequena escala em uma seção delgada dos estratos, foi provavelmente estável por milhões de anos. De acordo com a análise de Macphail e McAvoy, parece que o local está intacto, com apenas alguns pequenos distúrbios que podem afetar a integridade de longo prazo da estratigrafia do local.

## Controvérsia
Muitas hipóteses começaram a surgir como resultado dessa evidência pré-Clovis. Uma dessas hipóteses é defendida por Dennis Stanford. No que é conhecido como hipótese Solutreana, ele sugere que os Solutreanos europeus migraram para as Américas através do Oceano Atlântico. A evidência de apoio para esta hipótese inclui a descoberta de artefatos em Cactus Hill datados do período de tempo entre Clóvis e Solutrean e, talvez com a mesma força, evidências da mesma tecnologia usada entre as duas culturas. De acordo com o Dr. Bruce Bradley, "a pederneira Cactus Hill era um ponto médio tecnológico entre o estilo francês Solutrean e os pontos Clovis que datavam de cinco milênios depois". A principal crítica a essa hipótese é que simplesmente não há evidências suficientes para apoiá-la. Em seu artigo de jornal, Lawrence Guy Straus, David J. Meltzer e Ted Goebel afirmam: "Acreditamos que as muitas diferenças entre Solutrean e Clovis são muito mais significativas do que as poucas semelhanças, sendo esta última facilmente explicada pelo fenômeno conhecido de convergência ou paralelismo tecnológico". A hipótese de Solutrean é geralmente desconsiderada pelos arqueólogos tradicionais.